# Medalla Goethe
La Medalla Goethe, és un premi anual que concedeix l'Institut Goethe des de l'any 1955 per honorar persones, no nascudes a Alemanya, per les seves contribucions meritòries a aconseguir el fi de l'Institut, que és difondre la llengua i la cultura alemanyes. Nomes en casos excepcionals s'atorga a alemanys.
El premi, que en un primer moment s'atorgava el 22 de març, aniversari de la mort de Johann Wolfgang von Goethe, des del 2008 es concedeix el dia 28 d'agost, l'aniversari del seu naixement.

## Darrers guardonats amb la medalla Goethe
| Any  | Premiat                        | Activitat                                                         | País                 |
| ---- | ------------------------------ | ----------------------------------------------------------------- | -------------------- |
| 2000 | Nicholas Boyle                 |                                                                   |                      |
| 2000 | György Konrád                  | Escriptor                                                         | Hongria              |
| 2000 | Daniel Libeskind               | Arquitecte                                                        | Polònia              |
| 2000 | Sara Sayin                     |                                                                   |                      |
| 2000 | George Tabori                  | Escriptor i director de teatre                                    | Hongria              |
| 2000 | Abdel-Ghaffar Mikkawy          |                                                                   |                      |
| 2001 | Ali Ahmed Said, Adonis         | Poeta i escriptor                                                 | Síria                |
| 2001 | Sofia Gubaidúlina              | Compositora                                                       | Rússia               |
| 2001 | Gerardo Marotta                |                                                                   |                      |
| 2001 | Werner Spies                   | Historiador i director de museu                                   | Alemanya             |
| 2002 | Werner Michael Blumenthal      | Secretari d'Estat del Tresor                                      | Estats Units         |
| 2002 | Georges-Arthur Goldschmidt     | Escriptor                                                         | Alemanya             |
| 2002 | Francisek Grucza               |                                                                   |                      |
| 2002 | Touradj Rahnema                |                                                                   |                      |
| 2002 | Antonio Skármeta               | Escriptor                                                         | Xile                 |
| 2003 | Lenka Reinerová                | Escriptora                                                        | Txecoslovàquia       |
| 2003 | Jorge Semprún                  | Escriptor                                                         | Espanya              |
| 2004 | Mohan Agashe                   | Actor                                                             | Índia                |
| 2004 | Imre Kertész                   | Escriptor                                                         | Hongria              |
| 2004 | Paul Michael Lützeler          |                                                                   |                      |
| 2004 | Anatoli A. Michailow           |                                                                   |                      |
| 2004 | Sérgio Paulo Rouanet           |                                                                   |                      |
| 2005 | Samuel Assefa                  |                                                                   |                      |
| 2005 | Ruth Klüger                    | Professor d'alemany                                               | Àustria              |
| 2005 | Dmytro Volodymyrovych Satonsky |                                                                   |                      |
| 2005 | Yoko Tawada                    | Escriptor                                                         | Japó                 |
| 2005 | Simone Young                   | Director d'orquesta                                               | Austràlia            |
| 2006 | Vera San Payo de Lemos         |                                                                   |                      |
| 2006 | Giwi Margwelaschwili           | Escriptor                                                         | Geòrgia              |
| 2006 | Said                           | Escriptor                                                         | Iran                 |
| 2007 | Daniel Barenboim               | Director d'orquesta                                               | Argentina            |
| 2007 | Dezső Tandori                  | Escriptor                                                         | Hongria              |
| 2007 | Min'Gi Kim                     | Director d'orquesta i compositor                                  | Corea del Sud        |
| 2008 | Gholam Dastgir Behbud          | Germanista                                                        | Afganistan           |
| 2008 | Bernard Sobel                  | Director de teatre                                                | França               |
| 2008 | John E. Woods                  | Traductor                                                         | Estats Units         |
| 2009 | Lars Gustafsson                | Novel·lista i filòsof                                             | Suècia               |
| 2009 | Victor Scoradet                | Crític teatral i traductor                                        | Romania              |
| 2009 | Sverre Dahl                    | Traductor                                                         | Noruega              |
| 2010 | Ágnes Heller                   | Filòsofa                                                          | Hongria              |
| 2010 | Fuad Rifka                     | Poeta, traductor i filòsof                                        | Líban                |
| 2010 | John Spalek                    | Germanista i investigador                                         | Estats Units         |
| 2011 | John le Carré                  | Novel·lista                                                       | Regne Unit           |
| 2011 | Adam Michnik                   | Publicista                                                        | Polònia              |
| 2011 | Ariane Mnouchkine              | Actriu, pedagoga i directora de teatre i cinema                   | França               |
| 2012 | Bolat Atabayev                 | Escriptor, director de teatre i activista pels Drets Humans       | Kazakhstan           |
| 2012 | Dževad Karahasan               | Escriptor i teòric literari                                       | Bòsnia i Hercegovina |
| 2012 | Irena Veisaité                 | Dramaturga                                                        | Lituània             |
| 2013 | Mahmoud Hosseini Zad           | Escriptor i traductor                                             | Iran                 |
| 2013 | Naveen Kishore                 | Editor i artista                                                  | Índia                |
| 2013 | Petros Markaris                | Escriptor i guionista                                             | Grècia               |
| 2014 | Krystyna Meissner              | Directora de teatre                                               | Polònia              |
| 2014 | Gerard Mortier                 | Director d'ópera                                                  | Bèlgica              |
| 2014 | Robert Wilson                  | Dramaturg i director de teatre i òpera                            | Estats Units         |
| 2015 | Sadik Al-Azm                   | Filòsof, defensor dels drets humans i la llibertat d'expressió    | Síria                |
| 2015 | Neil MacGregor                 | Historiador de la cultura i director del British Museum           | Escòcia              |
| 2015 | Eva Sopher                     | Gestor cultural i President del Stiftung Theatro São Pedro        | Brasil               |
| 2016 | Akinbode Akinbiyi              | Fotògraf de reportajes, arquitectura i cultura                    | Nigèria              |
| 2016 | Yurii Andrukhovych             | Escriptor, poeta, assagista i traductor                           | Ucraïna              |
| 2016 | David Lordkipanidze            | Paleoantropòleg, arqueòleg, director del Georgian National Museum | Geòrgia              |
| 2017 | Urvashi Butalia                | Editora, escriptora i activista de drets de la dona               | Índia                |
| 2017 | Emily Nasrallah                | Escriptora                                                        | Líban                |
| 2017 | Irina Shcherbakova             | Historiadora i activista dels drets civils                        | Rússia               |